# Sobrecreixement bacterià de l'intestí prim
El sobrecreixement bacterià de l'intestí prim (a vegades sota l'abreviatura SIBO, de la denominació anglesa), també anomenada síndrome de proliferació bacteriana de l'intestí prim, és un trastorn del creixement excessiu de bacteris a l'intestí prim. A diferència del còlon (o l'intestí gros), que és ric en bacteris, l'intestí prim sol tenir menys de 100.000 organismes per mil·lilitre. Els pacients amb proliferació bacteriana solen desenvolupar símptomes que poden incloure nàusees, inflor, vòmits, diarrea, malnutrició, pèrdua de pes i malabsorció, que és causada mitjançant una sèrie de mecanismes.
El diagnòstic del creixement excessiu de bacteris es fa mitjançant una sèrie de tècniques, amb l'estàndard d'or d'un aspirat del jejú, on creix més de 105 bacteris per mil·lilitre. Els factors de risc per al desenvolupament del creixement excessiu bacterià inclouen la dismotilitat; alteracions anatòmiques a l'intestí, incloses fístules, diverticles i nanses cegues creades després de la cirurgia i resecció de la vàlvula ileocecal; alteracions de l'intestí prim induïdes per gastroenteritis; i l'ús de certs medicaments, inclosos els inhibidors de la bomba de protons.
El SIBO es tracta amb probiòtics o antibiòtics, aquests últims es poden administrar de manera cíclica per prevenir la tolerància o resistències, de vegades seguit de medicaments procinètics per prevenir la recurrència si la dismotilitat és una causa sospitosa.

## Signes i símptomes
Els símptomes tradicionalment relacionats amb SIBO inclouen inflor, diarrea, restrenyiment i dolor/malestar abdominal. Es pot observar esteatorrea en casos més greus.
El creixement excessiu de bacteris pot causar una varietat de símptomes, molts dels quals també es troben en altres afeccions, cosa que fa que el diagnòstic mèdic sigui sovint difícil. Molts dels símptomes es deuen a malabsorció de nutrients a causa dels efectes dels bacteris que metabolitzen nutrients o causen inflamació de l'intestí prim, perjudicant l'absorció. Els símptomes del SIBO inclouen nàusees, flatos, restrenyiment, inflor, distensió abdominal, dolor o molèsties abdominals, diarrea, fatiga, i debilitat. El SIBO també provoca un augment de la permeabilitat de l'intestí prim. Alguns pacients poden perdre pes. Els nens amb un creixement excessiu de bacteris poden desenvolupar malnutrició i tenir dificultats per assolir un creixement adequat. També es pot produir esteatorrea, un tipus de diarrea enganxosa on els greixos no s'absorbeixen correctament i s'aboquen a les femtes.
Els pacients amb un creixement excessiu de bacteris de llarga durada poden desenvolupar una malabsorció de nutrients. Els resultats de les proves de laboratori poden incloure un nivell elevat de folat i, amb menys freqüència, deficiència de vitamina B12 o altres deficiències nutricionals. L'anèmia pot presentar-se per varis mecanismes, ja que hi ha molts nutrients implicats en la producció de glòbuls vermells que s'absorbeixen a l'intestí prim afectat. El ferro s'absorbeix a les parts més proximals de l'intestí prim, el duodè i el jejú, i els pacients amb malabsorció de ferro poden desenvolupar una anèmia microcítica, amb sang glòbuls vermells petits. La vitamina B12 s'absorbeix a l'última part de l'intestí prim, l'ili, i els pacients que malabsorbeixen la vitamina B12 poden desenvolupar una anèmia megaloblàstica amb glòbuls vermells grans.

## Tractament
Les estratègies de tractament s'han de centrar a identificar i corregir (quan sigui possible) les causes primàries, resoldre les deficiències nutricionals i administrar antibiòtics. Això és especialment important per als pacients amb indigestió i malabsorció. Encara és un tema de debat si els antibiòtics han de ser un tractament de primera línia o si ho han de ser els probiòtics. Els medicaments procinètics són altres opcions, però la investigació en humans és limitada. S'han utilitzat una varietat d'antibiòtics, com ara tetraciclina, amoxicil·lina/àcid clavulànic, metronidazole, neomicina, cefalexina i trimetoprim/sulfametoxazole; tanmateix, la millor evidència és l'ús de rifaximina, un antibiòtic que s'absorbeix poc. Encara que s'ha demostrat que la síndrome de l'intestí irritable respon al tractament d'antibiòtics que s'absorbeixen poc, hi ha evidència limitada sobre l'eficàcia d'aquest tractament en casos de SIBO i, a partir del 2020, encara es necessiten assaigs controlats aleatoris per confirmar encara més l'efecte erradicador d'aquest tractament en SIBO.
Un curs d'una setmana d'antibiòtics sol ser suficient per tractar la malaltia. Tanmateix, si la malaltia es repeteix, es poden administrar antibiòtics de manera cíclica per prevenir la tolerància. Per exemple, es poden donar antibiòtics durant una setmana, seguida de tres setmanes sense antibiòtics, seguida d'una altra setmana de tractament. Alternativament, l'elecció de l'antibiòtic utilitzat es pot rodar.
Encara hi ha dades limitades per guiar el metge en el desenvolupament d'estratègies antibiòtiques per SIBO. La teràpia continua sent, en la seva major part, empírica. Tanmateix, existeixen preocupacions sobre els riscos potencials de la teràpia antibiòtica d'ampli espectre a llarg termini.